# 国際情報工科自動車大学校
国際情報工科自動車大学校（こくさいじょうほうこうかじどうしゃだいがくこう）とは、福島県郡山市にあるエンジニアを養成する私立専門学校である。
福島県内で5校の専門学校を展開するFSGカレッジリーグの一つで、愛称はWiZ（ウィズ）と呼ばれる。

## 概要
2002年に郡山テクノデザイン専門学校（現在の国際アート&デザイン大学校）より分離独立し、開校。
新潟市に本部を置くNSGグループの傘下であり、周辺にある国際ビジネス公務員大学校、国際アート&デザイン大学校、国際医療看護福祉大学校、国際ビューティ＆フード大学校で専門学校グループ「FSGカレッジリーグ」を構成する。
職業実践専門課程に11学科が認定されており、企業との連携によるニューテクノロジーの習得を強みとして、就職がゴールではなく、就職後に真価を発揮する独自のカリキュラムを展開している。

## 交通・アクセス方法
JR東北本線郡山駅東口より徒歩3分

## 沿革
- 1984年 -「郡山情報ビジネス専門学校」を郡山駅前に開校。
- 1999年 - 郡山情報ビジネス専門学校より分離独立し、「郡山テクノデザイン専門学校」開校。
- 2002年 - 郡山テクノデザイン専門学校より分離独立し、「国際情報工科専門学校」を郡山市方八町に開校。
- 2009年 - 国際情報工科専門学校を「専門学校国際情報工科大学校」へ校名変更。
- 2017年 - 専門学校国際情報工科大学校を「国際情報工科自動車大学校」へ校名変更。

## 設置学科
- 【工業専門課程】
  - 1級自動車工学科（4年制）
  - 自動車車体工学科（3年制）
  - ２級自動車工学科（2年制）
  - 情報システム工学科（4・３・２年制）
  - 情報システム科（2年制）
  - ゲーム開発科（4・３年制）
  - ゲームグラフィック科（3年制）
  - 建築デザイン科（2年制）
  - １級建築士専攻科（2年制）
  - ２級建築士専攻科（1年制）
  - ドローンスペシャリスト科（2年制）
  - 電気電子工学科（2年制）
  - 電気工事士専攻科（1年制）
  - 放射線工学科（2年制）
  - 国際自動車科（2年制）
  - 国際IT・CAD科（2年制）
- 【文化・教養専門課程】
  - モバイルアプリケーション科（2年制）

## グループ校
- 国際ビジネス公務員大学校
- 国際アート&デザイン大学校
- 国際医療看護福祉大学校
- 国際ビューティ＆フード大学校